# Ligne 1 du métro de Kharkiv
La ligne Kholodnohirsko-Zavodska (en ukrainien : Холодногірсько-Заводська лінія), dite aussi ligne 1, du métro de Kharkiv est mise en service de 1976 à 1978. Année ou elle dispose de 13 stations pour 17,3 km.
Le service est arrêté ou perturbé depuis l'invasion de l'Ukraine par la Russie en 2022.

## Histoire
La ligne est mise en service en deux sections, les 23 août 1975 et 11 août 1978.

## Infrastructure

### Stations
D'ouest en est, la ligne dispose de 13 stations :
|  |   |  | Station               | Ville et raïon desservis | Correspondances                 |
|  | - |  | --------------------- | ------------------------ | ------------------------------- |
|  | o |  | Kholodna hora         | Kharkiv                  |                                 |
|  | • |  | Pivdennyi vokzal      | Kharkiv                  |                                 |
|  | • |  | Tsentralnyi rynok     | Kharkiv                  |                                 |
|  | o |  | Maidan Konstytutsii   | Kharkiv                  | via la station Istoryhnyi Muzei |
|  | • |  | Prospekt Haharina     | Kharkiv                  |                                 |
|  | o |  | Sportyvna             | Kharkiv                  | via la station Metrobudivnykiv  |
|  | • |  | Zavod imeni Malysheva | Kharkiv                  |                                 |
|  | • |  | Turboatom             | Kharkiv                  |                                 |
|  | • |  | Palats Sportu         | Kharkiv                  |                                 |
|  | • |  | Armiiska              | Kharkiv                  |                                 |
|  | • |  | Imeni O.S. Maselskoho | Kharkiv                  |                                 |
|  | • |  | Traktornyi zavod      | Kharkiv                  |                                 |
|  | o |  | Industrialna          | Kharkiv                  |                                 |

## Exploitation
Le service est arrêté ou perturbé depuis l'invasion de l'Ukraine par la Russie en 2022.